# Potentilla kleiniana
Potentilla kleiniana là loài thực vật có hoa trong họ Hoa hồng. Loài này được Wight & Arn. miêu tả khoa học đầu tiên năm 1834.